# François Delisle
 (janvier 2022).
Si vous disposez d'ouvrages ou d'articles de référence ou si vous connaissez des sites web de qualité traitant du thème abordé ici, merci de compléter l'article en donnant les références utiles à sa vérifiabilité et en les liant à la section « Notes et références ».
Pour les articles homonymes, voir Delisle.
François Delisle, né le 22 mars 1967 à Montréal (Québec), est un réalisateur, scénariste, producteur, directeur photo, monteur, musicien et acteur québécois (canadien).

## Biographie
Entre 1987 et 1990 François Delisle réalise plusieurs courts métrages expérimentaux. Certains d’entre eux sont sélectionnés dans plusieurs festivals internationaux. En 1991, François Delisle se fait remarquer par la critique avec son moyen métrage Beebe-Plain, quand il est nommé meilleur jeune espoir chez les réalisateurs de courts et moyens métrages aux Rendez-Vous du cinéma québécois.
En 1994, Ruth, son premier long métrage, François Delisle est nommé meilleur long métrage de l’année et meilleur scénario aux Rendez-Vous du cinéma québécois. Film centré sur une adolescente qui laisse son village natal pour s'établir à Montréal, Ruth soulève l’enthousiasme de la critique et fait connaître son réalisateur au Canada et en Europe.
Ce n'est que huit ans plus tard que Delisle signera une autre mise-en-scène.  En 2003, il fonde la société de production Films 53/12 pour réaliser et produire Le Bonheur c’est une chanson triste, son deuxième long métrage. Anne-Marie Cadieux y interprète une publicitaire ayant quitté son emploi pour mener une enquête sur le bonheur.  En plus de remporte le prix du meilleur long métrage au Festival international du cinéma francophone en Acadie et d’être nommé meilleur film de l’année pour le prix de l’Association québécoise des critiques de cinéma, Le bonheur c’est une chanson triste atteint une reconnaissance internationale en faisant le tour du monde dans plus d’une vingtaine de festivals et événements cinématographiques.
En 2007, François Delisle revient à la charge avec son troisième long métrage intitulé Toi. On y retrouve à nouveau Anne-Marie Cadieux, cette fois dans le rôle d'une femme qui abandonne sa famille pour rejoindre son amant. Toi est présenté en compétition officielle au Festival des films du monde de Montréal et déclenche les passions chez le public et les critiques, en partie à cause de certaines scènes assez explicites. Film fragile et intransigeant, la carrière de Toi s’est déployée à un niveau national et international et Anne-Marie Cadieux voit sa performance soulignée par une nomination au prix Génies du cinéma canadien.
En 2010, après une tournée de festivals prestigieux à travers le monde, Deux fois une femme, le quatrième film de Delisle, sort sur les écrans au Québec.  Nouveau regard sur un couple en crise, le film met en vedette Evelyne Rompré dans le rôle d'une femme fuyant un conjoint violent. Accueilli chaleureusement autant par le public que la critique d’ici et d’ailleurs, le film est présenté simultanément en salles et en vidéo sur demande, une première canadienne. Deux fois une femme se mérite également deux nominations aux prix Jutra 2011.
Son cinquième long métrage intitulé Le Météore sort sur les écrans au Québec en mars 2013 après avoir été présenté en première mondiale au Festival du film de Sundance et à la 63e Berlinale. Le film obtient un succès d’estime et public au Canada comme à l’étranger. Le Météore remporte le prix Luc-Perreault/La Presse de l'Association québécoise des critiques de cinéma (AQCC) du meilleur film de l’année et le grand Prix ACIC-ONF-les Percéides du meilleur film canadien.  Par contre, le film se voit totalement ignoré par les prix Jutra.
En 2015, Chorus, son sixième long métrage, atteint une reconnaissance internationale sans précédent. Tourné en noir et blanc, Chorus est un film portant sur le deuil et met en vedette Fanny Mallette, Sébastien Ricard ainsi que Geneviève Bujold dans un plus petit rôle.  En compétition au Festival de Sundance et présenté à la 65e Berlinale, le film recueille des éloges lors de sa sortie. Un succès qui aura des répercussions internationales importantes pour le film, autant par sa présence en festivals que lors de sortie en salle dans plusieurs pays du monde.    
En 2019, Cash Nexus, sort sur les écrans du Québec. Cash Nexus est qualifié de fable allégorique et de tableau social sans concession. Ce septième long métrage mettant en vedette Alexandre Castonguay (acteur) explore le thème de l’iniquité en plantant son action dans une famille bourgeoise brisée par les blessures du passé.
Durant cette même année, François Delisle réalise CHSLD, un portrait intimiste de sa mère rendue au crépuscule de sa vie. Ce court métrage documentaire est présenté en 2020 aux Rencontres internationales du documentaire de Montréal.
2025 marque l'année de la sortie du film Le Temps, son huitième long métrage qui raconte à différentes époques, sur différents territoires, les destins de quatre personnages qui s’entrecroisent alors qu’ils luttent pour trouver des liens et du sens dans un monde transformé par le changement climatique. Fable dystopique qui transcende les frontières artistiques entre la photo, la littérature et le cinéma, le film est présenté en compétition au Festival des films sur l'art de Montréal (Le FIFA) en mars 2025.
Depuis 20 ans, Films 53/12 est un espace où François Delisle défend obstinément, par son implication autant dans la création et la production de films, un cinéma indépendant et personnel.

## Filmographie

### Réalisateur, scénariste et producteur
- 1989 : La Mer on s'en fout
- 1990 : Du couteau au fusil
- 1991 : Beebe-Plain
- 1994 : Ruth
- 2004 : Le bonheur c'est une chanson triste
- 2007 : Toi
- 2010 : Deux fois une femme
- 2013 : Le Météore
- 2015 : Chorus
- 2019 : Cash Nexus
- 2020 : CHSLD
- 2025 : Le Temps

### Producteur
- 2013 : Une jeune fille de Catherine Martin
- 2014 : Qu'est-ce qu'on fait ici ? de Julie Hivon
- 2019 : Kinship

### Acteur
- 1993 : Deux actrices : Charles
- 2013 : Le Météore : Pierre

### Directeur de la photographie ou cadreur
- 1989 : La Mer on s'en fout (cadreur)
- 1994 : Ruth (cadreur)
- 2004 : Le bonheur c'est une chanson triste (cadreur)
- 2007 : Toi (cadreur)
- 2013 : Le Météore (DOP)
- 2015 : Chorus (DOP)
- 2019 : Cash Nexus (DOP)
- 2020 : CHSLD (DOP)
- 2025 : Le Temps (DOP)

### Monteur
- 1989 : La Mer on s'en fout
- 1990 : Du couteau au fusil
- 1991 : Beebe-Plain
- 2013 : Le Météore
- 2015 : Chorus
- 2019 : Cash Nexus
- 2020 : CHSLD
- 2025 : Le Temps

### Musicien
- 1989 : La Mer on s'en fout (non crédité)
- 2007 : Toi (en tant que The States Project)
- 2010 : Deux fois une femme (en tant que The States Project)
- 2013 : Le Météore (en tant que The States Project)
- 2020 : CHSLD (non crédité)

## Styles et influences
Dans une entrevue avec Marc-André Lussier du journal La Presse, Delisle parle de son travail : 
« J'écris tout, dit-il. Je n'ai aucune pudeur. Mon désir de scénariste est de tout donner. Ça va même assez loin. Je mets dans le scénario des choses qu'on n'écrit pas habituellement. Je ne garde rien pour moi. Ce qui fait que ma vision du film est déjà précise au moment du tournage. Sur le plateau, je n'ai plus beaucoup de choses à dire. Je reste alors très près des acteurs. Et je leur suis toujours disponible ».

## Distinctions

### Sélections
- Le Temps : En compétition au Festival des films sur l'art de Montréal (Le FIFA)
- CHSLD : En compétition officielle aux Rencontres internationales du documentaire de Montréal (RIDM)
- Chorus : Compétition au Festival du film de Sundance, Berlinale (section Panorama)
- Le Météore : Festival du film de Sundance (New frontiers), Berlinale (section Forum)
- 2 fois une femme : Festival international du film de Busan
- Toi : Festival du film de Munich
- Le bonheur c'est une chanson triste : Festival international du film de Moscou

### Récompenses
- CHSLD : Prix du public au Festival Off-Courts de Trouville (France)
- CHSLD : Prix de l’Association des propriétaires de cinémas du Québec au 16e Gala Prends ça court
- Chorus : Prix du Public au Festival du cinéma québécois à Biscarrosse
- Chorus : Lauréat du Prix Collégial du cinéma québécois
- Chorus : Grand Prix du Fünf Seen Filmfestival (Allemagne)
- Chorus : Prix du Jury au Indianapolis Film Festival
- Le Météore : Prix Luc-Perreault/La Presse de l'Association québécoise des critiques de cinéma (AQCC): Meilleur film de 2013
- Le Météore : Grand Prix ACIC-ONF – Les Percéides du meilleur film canadien.
- Le bonheur c'est une chanson triste : Prix du meilleur long-métrage canadien au Festival international du cinéma francophone en Acadie

### Nominations
- CHSLD : Nomination aux Canadian Screen Awards 2021 pour le meilleur court métrage documentaire
- Chorus : En nomination au Gala du cinéma québécois 2016 (meilleure actrice: Fanny Mallette, meilleur montage et Film s’étant illustré à l’extérieur du Québec
- Le Météore : Nommé aux 2014 Canadian screen awards, pour meilleures images.
- Deux fois une femme : Nommé aux prix Jutra 2011: meilleure actrice pour Évelyne Rompré, et meilleur maquillage pour Mélanie Turcotte et Mario Soucy
- Toi : Nommé à la 28e cérémonie des Prix Génie : Prix Génie de la meilleure actrice pour Anne-Marie Cadieux
- Le bonheur c'est une chanson triste : Nommé pour le prix de l’Association québécoise des critiques de cinéma (meilleur film de l’année)
- Ruth : Nommé pour le prix L.-E.-OUIMET-MOLSON (meilleur long métrage québécois de l'année)
- Beebe-Plain : Nommé pour la bourse Claude-Jutra-OFQJ (meilleur jeune espoir chez les réalisateurs de courts et de moyens métrages de l'année)